# خردل دیژون

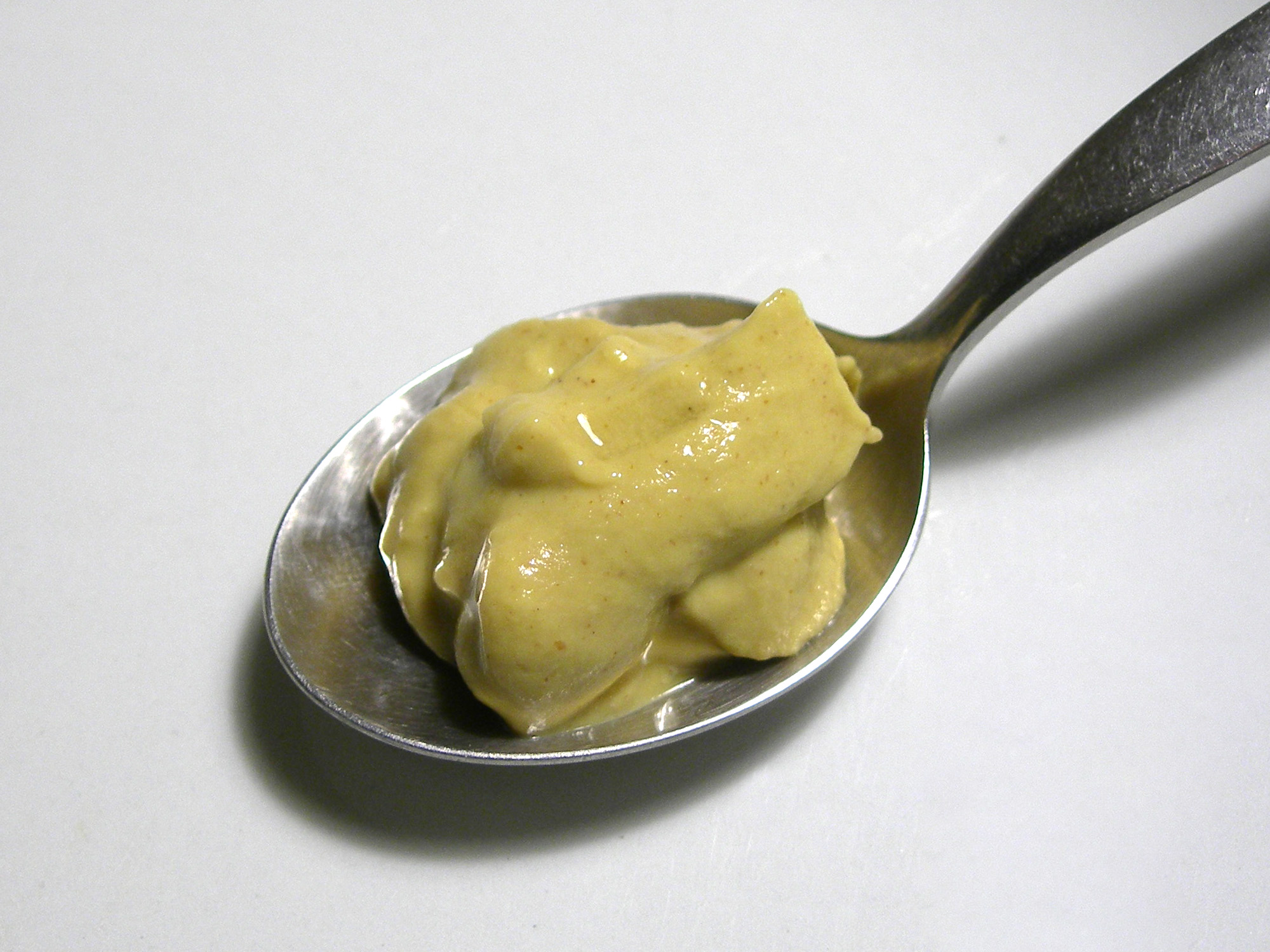
یک قاشق خردل دیژون

خردل دیژون (به فرانسوی: Moutarde de Dijon) یک نوع چاشنی خردل فرانسوی است که نامش از شهر دیژون فرانسه گرفته شده که در اوایل قرون وسطی مرکز تولید خردل در فرانسه بود. این چاشنی اولین بار در زمان فیلیپ ششم در سال ۱۳۳۶ میلادی تهیه و مورد استفاده قرار گرفت. در سال ۱۸۵۶ زمانی که ژان نیژون در تهیه این چاشنی به جای آبغوره از سرکه استفاده کرد، بسیار مورد استقبال قرار گرفت و مشهور شد.

در تهیه خردل دیژون از دانه خردل، سرکه، نمک، اسید سیتریک، و آب استفاده می‌شود. از این چاشنی هم در کنار انواع خوراک‌های گوشتی و هم در تهیه سس‌های دیگر استفاده می‌شود